# Liste deutscher Stadtgründungen/15. Jahrhundert
Die Liste deutscher Stadtgründungen im 15. Jahrhundert enthält Orte, die im 15. Jahrhundert gegründet oder erstmals urkundlich erwähnt wurden und später zu Städten wurden.
- 1403 Bernsdorf, Stadtrecht 1968
- 1411 Rodewisch, Stadtrecht 1924
- 1415 Oberfrohna
- 1419 Ebersbach/Sa., Stadtrecht 1925
- 1442 Elz Westerwald
- 1445 Bad Schandau
- 1470 Oberhof
- 1472 Arnis
- 1482 Senden
- 1487 Sankt Andreasberg
- 1496 Annaberg-Buchholz, geplante Stadtgründung

## Verleihung der Stadtrechte
Folgende Orte bekamen im 15. Jahrhundert die Stadtrechte verliehen:
- 1403 Lörrach
- 1404 Gaildorf
- 1405 Meerane
- 1408 Arzberg
- 1412 Gräfenthal
- 1412 Rastenberg
- 1412 Schleusingen
- 1412 Radeberg, Verleihung Stadtprivileg und Weichbildrecht am 16. März, urk. Ersterwähnung 1219
- 1414 Bad Berka
- 1414 Crimmitschau
- 1418 Bad Staffelstein
- 1418 Emmendingen
- 1419 Alsleben (Saale)
- 1422 Helmbrechts
- 1425 Allstedt
- 1426 Selb
- 1427 Rehau
- 1428 Straelen (Die Stadtrechte wurden unter der französischen Herrschaft (1798–1814) wieder aberkannt, aber 1928 erneut verliehen.)
- 1431 Lauchheim
- 1433 Burgdorf
- 1438 Zeulenroda
- 1438 Bernsdorf (Oberlausitz), urk. Ersterwähnung, Stadtrechtsverleihung am 18. September 1968
- 1447 Schrobenhausen, in einer Urkunde Herzog Heinrichs des Reichen
- 1451 Altenberg
- 1454 Buttelstedt
- 1454 Naila
- 1456 Freudenberg (Siegerland)
- 1463 Bad Gottleuba
- 1467 Bad Schandau
- 1467 Geyer
- 1469 Thum
- 1474 Gefell
- 1482 Schleiz
- 1484 Dettelbach, „zur Stadt gefreit“ (Ersterwähnung 741)
- 1488 Salzuflen, heute Bad Salzuflen (28. Mai)
- 1489 Kirtorf
- 1490 Ludwigsstadt
- 1495 Sachsenheim gegründet als Großsachsenheim
- 1495 Tanna
- 1496 Lübbenau/Spreewald

1. |
Chr. |
1. |
2. |
3. |
4. |
5. |
6. |
7. |
8. |
9. |
10. |
11. |
12. |
13. |
14. |
15. |
16. |
17. |
18. |
19. |
20. |
21.